# Bergheim (Haut-Rhin)
Bergheim település Franciaországban, Haut-Rhin megyében. Lakosainak száma 2061 fő (2022. január 1.). Bergheim Zellenberg, Ribeauvillé, Thannenkirch, Rodern, Rorschwihr, Saint-Hippolyte és Guémar községekkel határos.

## Népesség
A település népességének változása:
| Lakosok száma | 1986 | 2111 | 2198 | 2121 | 2096 | 2070 | 2072 | 2066 | 2061 |
|               | 2013 | 2015 | 2016 | 2017 | 2018 | 2019 | 2020 | 2021 | 2022 |